# فرودگاه ریکاردو گارسیا پوسادا
 فرودگاه ریکاردو گارسیا پوسادا (به انگلیسی: Ricardo García Posada Airport) یک فرودگاه همگانی با کد یاتا ESR است که یک باند فرود آسفالت دارد و طول باند آن ۲۳۰۰ متر است. این فرودگاه در کشور شیلی قرار دارد و در ارتفاع ۱۵۹۷ متری از سطح دریا واقع شده است.